# Wereld Agudath Israël
Wereld Agudath Israël, dat bekendstaat als Aguda (Hebreeuws voor 'unie'), is een overkoepelende politieke organisatie voor Thora-jodendom. Het vertegenwoordigt een groot aantal sectoren ultraorthodoxe joden.

## Geschiedenis
Agudath Israël werd in 1912 opgericht naar aanleiding van een conferentie in Kattowitz (het huidige Katowice in Polen). Dit vond plaats nadat kort daarvoor het Tiende Wereld Zionistische Congres een door orthodoxe Mizrachi-joden ingediende motie om religieuze scholen te financieren had verworpen. Het doel van de conferentie was om orthodoxe instellingen te versterken zodat ze onafhankelijk zouden zijn van zionistische organisaties.
De organisatie genoot een grote aanhang, voornamelijk onder de chassidische joden. Ze behaalden zelfs zetels in het Poolse en Letse parlement (de Sejm onderscheidenlijk de Saeima).
Voor de Tweede Wereldoorlog stond een aantal Joodse onderwijsinstellingen in Europa onder leiding van Agudath Israël. Heden ten dage is dat zowel in de Verenigde Staten als Israël nog steeds het geval.
Agudath Israël wordt geleid door de Moetzes Gedolei HaTorah (Raad der Wijzen) in de Verenigde Staten en Israël.

## Achtergrond
De Wereld Agudath Israël houdt regelmatig internationale conferenties en religieuze bijeenkomsten die bekendstaan als Knessiah Gedolah.
Ofschoon Aguda tegen het zionisme is gekant, is de betekenis daarvan afgenomen door de oprichting van de staat Israël in 1948. Aguda heeft ook een Israëlische politieke partij opgericht die onder de naam Agoedat Israël zetels in de Knesset (parlement) heeft weten te verkrijgen. Soms worden de behaalde zetels in samenwerking met andere orthodoxe partijen onder de naam Verenigd Thora-jodendom bezet.